# Каллаб'яна
Каллаб'яна (італ. Callabiana, п'єм. Calabian-a) — муніципалітет в Італії, у регіоні П'ємонт,  провінція Б'єлла.
Каллаб'яна розташований на відстані близько 550 км на північний захід від Рима, 75 км на північний схід від Турина, 9 км на північний схід від Б'єлли.
Населення — 138 осіб (2014).
Щорічний фестиваль відбувається 15 серпня. Покровитель — Madonna degli Angeli.

## Демографія
Населення за роками:

Станом на 1 січня 2023 року в муніципалітеті офіційно проживали 3 іноземці з 3 країн, серед них 1 громадянин країн Євросоюзу.

## Сусідні муніципалітети
- Андорно-Мікка
- Біольйо
- Камандона
- Габ
- Петтіненго
- П'ятто
- П'єдікавалло
- Сельве-Марконе
- Тавільяно
- Валланценго